# Ed Kemmer
Edward William Kemmerer est un acteur américain, né le 29 octobre 1921 à Reading (Pennsylvanie) et mort le 9 novembre 2004 à New York.

## Biographie
Il a joué le rôle du prince Philippe dans le film de pré-production de La Belle au bois dormant (1959) de Walt Disney Pictures aux côtés de Helene Stanley et Jane Fowler, respectivement Aurore et Maléfique. 

## Filmographie
- 1956 : Behind the High Wall de Abner Biberman
- 1958 : Giant from the Unknown de Richard E. Cunha
- 1958 : Earth vs. the Spider de Bert I. Gordon

## Télévision
- 1960 : Au nom de la loi : saison 2 épisode 30 (L'héritier/The inheritance) : Adam Smith